# Ibn an-Najjar
Muhibb-ad-Din Abu-Abd-Al·lah Muhàmmad ibn Mahmud ibn al-Hàssan ibn Hibat-Al·lah al-Baghdadí (àrab: محب الدين أبو عبد الله محمد بن محمود بن الحسن بن هبة الله البغدادي, Muḥibb ad-Dīn Abū ʿAbd Allāh Muḥammad b. Maḥmud b. al-Ḥasan b. Hibat Allāh al-Baḡdādī), més conegut com a Ibn an-Najjar (àrab: ابن النجار, Ibn an-Najjār) (Bagdad, març de 1183 - 25 de desembre de 1245), fou un historiador àrab. Va escriure vint-i-una obres d'història, biografia, literatura del hadit, poesia, medicina, viatges, amor i societat. Subsisteix sencera la seva història de Medina i fragments d'altres obres. És notable la seva història de Bagdad, que fou continuada per Ibn as-Saí (mort en 1275/1276), i després per Ibn al-Fuwatí (mort en 1323) i per Ibn Rafi (mort en 1372/1373).